# Хеси коридор
Хеки коридор, такође познат као Гансу коридор, важна је историјска регија која се налази у модерној кинеској провинцији Гансу, позивајући се на уски део проходне и релативно обрадиве равнице западно од Ордосове петље реке Хуангхе (отуда и назив Хеки, што значи „западно од реке“), уз бок између много повишенијих и негостољубивијих терена Монголске и Тибетанске висоравни.
Као део пута северне свиле који се простире северозападно од западног дела Ордоса између Јинчуана и Ланџоуа, Хеки Коридор је био најважнији трговачки пут у северозападној Кини, који је повезивао Кину са историјским Западним регионом за трговце и војне упаде у средњу Азију. То је низ оаза дуж северних ивица планине Ћиљен шан и Алтин-Тага, са високом и пустом тибетанском висоравни даље на југу. На северу су планине Лонгшоу, Хели и Мазонг које га одвајају од сушне пустиње Бадајин Ђажан, пустиње Гоби и хладних степа Монголске висоравни. На западном крају, рута се дели на три, идући северно од планине Тјен Шан или јужно са обе стране Таримске котлине. На источном крају, планине око Ланзоуа омогућавају приступ басену Лонгки, који води на исток кроз планину Лонг дуж долине реке Веј у насељену равницу Гуанжонг, а затим у централну равницу.

## Историја

### Рано ширење усева
Гајена пшеница, пореклом из Плодног полумесеца, појавила се у Кини око 2800. п. н. е. у Донгхуишану на Хеки корироду. Неколико других усева је такође посведочено у овом временском периоду. Ксишанпинг је још једно слично место у Гансуу.  Према Додсону и коауторима (2013), пшеница је ушла преко Хеки коридора у северни Гансу око 3000. п. н. е, иако други научници датирају то нешто касније.  Кинеско просо, пиринач, као и други усеви путовали су супротним путем кроз Коридор, а у западну Азију и Европу стизали су од петог миленијума до другог миленијума пре нове ере.  Већ у првом миленијуму пре нове ере, свилена роба се почела појављивати у Сибиру, прелазећи северни крак Пута свиле, укључујући сегмент Хеки коридора. 

### Династија Ћин
На крају династије Ћин ( 221-206. п. н. е.), Јуези је савладао претходне насељенике, Вусун и Кианг, окупирајући западни Хеки коридор. Касније су новоподигнуте војске Сјунгнуа под водством Модуа Чаниуа победиле и протерале Јуезија и успоставиле доминантно царство конфедерације током препирке Чу-Хан и ране династије Хан. 

### Династија Хан
Током владавине цара Вена из Хана, Модуов син Лаошанг Чану поново је победио Јуезија 162. п. н. е., Присиљавајући западни егзодус већине преживелих Јуезија (касније познат као Велики Јуези) у Централну Азију, док је мали део становништва Јуезија који није мигрирао (познат као Мали Јуези) био приморан да се меша међу народом Кианг и постане поданик достојног принца деснице Ксионгнуа. У овом тренутку, Хеки коридор је био под потпуном контролом Ксионгнуа, углавном под окупацијом два племена Хуние и Ксиуту. 
138. п. н. е., Цар Ву поставио је Занг Киана за амбасадора у западним регионима у покушају да ступи у контакт са Великим Јуезијем. Кангну је изасланика Занг Киана пресрео док је путовао Хеки коридором, да би онда десет година био у заточеништву, док коначно није побегао и наставио мисију даље на запад. На крају је стигао на територију Јуезија, али није успео да убеди вође Јуезија да се удруже против Ксионгнуа. На повратку га је још једном заробио Ксионгну док је прелазио Хеки коридор, али је поново успео да побегне две године касније. Он се на крају вратио у Чанган у 125. године п. н. е., и донео непроцењиве детаљне информације о разним царствима средње Азије, као што су Даиуан, Дакиа и Кангју, као и друге даље земаља као што су Партско царство, Селеукидско царство, Хиндустан и Вусун. Током рата Хан-Ксионгну, хански генерал Хуо Кубинг избацио је Сјунгну из Хеки коридора и чак их одвезао из Лоп Нура када се краљ Хуне предао Хуо Кубингу 121. п. н. е. Царство Хан стекло је нову територију са трговинским приступом западним регионима, а такође је одсекло Ксионгну од њихових Кианг савезника.

## Географија и клима
Хеки коридор је дугачак, уски пролаз који се протеже на неких 1.000 km (620 mi) од стрмог обронка Вушаолина у близини модерног града Ланџоу до Јаде Гате  на граници Гансу и Синкјанг. Дуж стазе има много плодних оаза које заливају реке које теку из планине Ћиљен шан, као што су реке Шианг, Јингчуан, Ејин (Хеихе) и Шуле. 
Запањујуће негостољубиво окружење окружује овај ланац оаза: снежно покривене планине Ћиљен шан (такозване „јужне планине“ или „Наншан“) на југу; планинско подручје Беишан („северне планине“), висораван Алашан и огромно пространство пустиње Гоби на северу. Геолошки, Хеки коридор припада систему кенозојског фореландског басена на североисточној маргини Тибетанске висоравни.
Древна стаза је пролазила кроз Хаидонг, Сининг и околна Јуиан језера, и простирала се на површини од око 215.000 km2 (83.000 sq mi). Било је то подручје где су планински и пустињски саобраћај се ограничавали на уску стазу, где су релативно мала утврђења могла да контролишу пролазни саобраћај. 
Уз Хеки коридор постоји неколико већих градова. У западној Гансу провинцији је Дунхуанг (Шазу), затим Јумен, онда Ђиајугуан, онда Ђиукван ( Суџоу), а затим Џангје ( Ганџоу) у самом центру, а затим Јинчанг, онда Вувеј ( Лиангзу) и на крају Ланџоу на југоистоку. У прошлости је Дунхуанг био део подручја познатог као Западни региони. Јужно од провинције Гансу, у средини, мало изнад провинцијске границе, налази се град Сининг, главни град провинције Ћингхај. Ксининг је некада био главно комерцијално средиште Хеки коридора. 
Јиајугуан чува западни улаз у Кину. Налази се у превоју Јиајигуан на најужој тачки Хеки коридора, неких 6 km (3,7 mi) југозападно од града Јиајугуан. Утврда Јиајугуана је прво утврђење Кинеског зида на западу. 